# Tekken 7
Tekken 7 (鉄拳7?) è un videogioco picchiaduro sviluppato e pubblicato da Bandai Namco: settimo capitolo della serie Tekken. il gioco è il primo della serie ad usufruire del motore grafico Unreal Engine. Tekken 7 è uscito nelle sale giochi giapponesi nel marzo 2015, mentre una versione arcade aggiornata, Tekken 7: Fated Retribution, è uscita sempre in Giappone a luglio 2016, e include nuove arene, costumi, oggetti e personaggi. La stessa versione è uscita anche per Microsoft Windows, PlayStation 4 e Xbox One il 2 giugno 2017.

## Trama
La trama del gioco viene narrata nella Modalità Storia. Tale trama viene narrata da un giornalista che, da anni, ha svolto indagini sulla famiglia Mishima, affermando di avere perso la propria famiglia a causa della guerra tra la Mishima Zaibatsu e la G-Corporation, proseguita dopo gli eventi di Tekken 6.
A causa della scomparsa di Jin, la Mishima Zaibatsu è comandata momentaneamente da Nina Williams, che sta cercando di localizzare il suo capo per fargli riprendere il comando della Società: tuttavia, Heihachi Mishima, intenzionato a riprendersi la società, si infiltra nella sua sede e, dopo avere sconfitto Nina, la costringe a lavorare per lui, riprendendo così il comando della società. Lo scopo di Heihachi è quello di convincere Claudio Serafino, il più grande esorcista al mondo, a lavorare per lui e aiutarlo a liberarsi di Kazuya: inizialmente Claudio rifiuta ma, dopo essere stato sconfitto da Heihachi, accetta. Mentre i tre decidono il da farsi, Claudio afferma che "un essere disumano" è apparso in Estremo Oriente, ma che non è né Jin e né Kazuya.
Nel frattempo, il corpo di Jin viene recuperato dalle Nazioni Unite: tuttavia, Lars Alexandersson riesce a liberarsi dei soldati e ruba il corpo, portandolo alla Violet Systems, dove nel frattempo Lee Chaolan aveva riparato Alisa Boskonovitch dopo gli eventi di Tekken 6. Venuta a sapere di ciò, Nina fa irruzione insieme ad alcuni soldati per recuperare il corpo di Jin, ma Lars, Alisa e Lee riescono a fuggire e a condurre Jin in salvo. Il giornalista, a questo punto, si unisce al gruppo e decide di uccidere Jin, colpevole della morte della sua famiglia, ma viene convinto a desistere da Lars, che crede che Jin sia l'unico a poter porre fine al caos da lui stesso creato.
Nel frattempo, si fa vivo Akuma, che non è altri che l'essere disumano percepito da Claudio: Akuma si incontra con Heihachi, affermando che, tanti anni fa, Kazumi, moglie di Heihachi, lo aveva pregato di uccidere Heihachi e Kazuya, poiché un giorno sarebbero diventati una seria minaccia per il mondo, e che ha trascorso gli anni aspettando che i due raggiungessero il limite della loro forza. Akuma afferma di avere accettato poiché era in debito con Kazumi, senza però precisare il perché: Akuma e Heihachi quindi combattono, con Akuma che ha la meglio e si dirige a cercare Kazuya. Durante il combattimento, alcuni robot Jack-6 inviati dallo stesso Kazuya avevano costretto Akuma ed Heihachi ad allearsi momentaneamente contro di loro.
Akuma si reca quindi all'edificio della G-Corporation per uccidere Kazuya, ma Heihachi, sopravvissuto allo scontro precedente, lancia un laser dallo spazio contro l'edificio per ucciderli entrambi: Kazuya riesce a sopravvivere e, trasformatosi in Devil, schianta il satellite contro un'intera città, distruggendola. Heihachi approfitterà della situazione, divulgando le immagini di Kazuya trasformato in Devil con lo scopo di danneggiare la sua immagine; inoltre, ordina di divulgare la notizia della sua stessa morte.
Dopo di che, Heihachi decide di convocare il giornalista per raccontargli tutta la verità sul suo passato: si scoprirà che Heihachi aveva imprigionato suo padre Jinpachi sotto l'Hon-Maru, ucciso sua moglie Kazumi e scaraventato suo figlio Kazuya giù dal burrone nello stesso giorno, e che lo aveva fatto poiché aveva scoperto che Kazumi possedeva un gene demoniaco, di cui credeva che anche Kazuya fosse affetto. Per trovare conferma alla sua idea, Heihachi buttò quindi Kazuya giù dal burrone, convinto che sarebbe sopravvissuto se fosse stato affetto dal gene demoniaco della madre, e concepì Lars con un'altra donna per verificare se il figlio sarebbe stato affetto anche lui dal gene, cosa non verificatasi dato che né Heihachi né la madre di Lars erano affetti da tale gene.
Dopo avere finito di raccontare la storia al giornalista, Heihachi lo fa portare via dai suoi uomini, perché nessuno possa intralciarlo nello scontro finale che seguirà, e quindi si dirige in un'area vulcanica dove lui e Kazuya regoleranno i conti una volta per tutte. La battaglia, dura e combattuta, vede il trionfo di Kazuya, che ha la meglio e butta il corpo del padre nel magma, uccidendolo. Nel capitolo extra della Storia, Kazuya, dopo aver ucciso Heihachi, viene raggiunto da Akuma, anch'egli sopravvissuto allo scontro all'edificio della G-Corporation, con i due che ricominciano a combattere: l'esito di tale incontro è, almeno per adesso, sconosciuto.
La modalità si conclude con Lars, Lee e Alisa che vengono raggiunti da Jin, ormai ripresosi, che dopo essere venuto a sapere della morte di Heihachi promette che porrà fine alla guerra uccidendo una volta per tutte Kazuya; il giornalista chiude la narrazione svelando al mondo tutto ciò che Heihachi gli aveva detto.

## Modalità di gioco
A differenza dei capitoli precedenti, Tekken 7 presenta molte meno modalità rispetto al solito, con le storiche modalità Sopravvivenza, Attacco a Tempo e Battaglia a Squadre eliminate; anche la Battaglia Fantasma viene eliminata e sostituita dalla Battaglia Tesoro, dove si affronta una serie infinita di avversari con l'aggiunta di Boss e Battaglie Speciali con lo scopo di vincere Denaro Battaglia o Oggetti per la Personalizzazione, tuttavia non è possibile scegliere il proprio avversario, a differenza della Battaglia Fantasma.
È presente invece la Battaglia Arcade, dove si affrontano alcuni nemici, con l'ultimo incontro che è sempre contro Akuma o Kazumi; data la carenza di Modalità Offline, la maggior parte dei giocatori si dedica all'Online, dove oltre alle Partite Classificate e del Giocatore è possibile competere in dei Tornei in tempo reale con altri giocatori, anche a causa della poca longevità della Modalità Storia e dello scarso contenuto offerto dagli Episodi Personaggio, dove è presente appena un incontro per Personaggio con un testo narrativo iniziale e un filmato alla fine, realizzato però col motore grafico del gioco. Tali filmati, così come quelli della Modalità Storia, possono essere visionati nella Galleria, così come tutti i filmati dei precedenti capitoli e alcune foto extra. Infine, tramite un DLC a pagamento, è possibile giocare all'Ultimate Tekken Bowl Mode, ossia una modalità Bowling simile a quelle già presenti in Tekken Tag Tournament e Tekken 5: Dark Resurrection.
Per quanto riguarda il gameplay, questo ha subito qualche cambiamento per via del Bound, introdotto in Tekken 6, che viene sostituito dallo Screw Trigger dove il personaggio, invece di rimbalzare per terra, tiene alzate le gambe, permettendo così di effettuare colpi aggiuntivi. Vengono inoltre introdotti due super attacchi eseguibili in Modalità Rabbia (si attiva automaticamente quando la barra della vita scende a un livello molto basso) da tutti i personaggi: le Rage Art (che effettuano ingenti quantità di danni e che colpiscono sempre l'avversario a meno che questi non sia in guardia) e le Rage Drive, versioni potenziate di determinati attacchi, che garantiscono generalmente una combo quando colpiscono oppure hanno un "vantaggio frame" quando vegono bloccate. Inoltre, ogni personaggio ha a sua disposizione almeno una Power Crush, cioè una mossa che va a segno assorbendo il danno di un eventuale attacco nemico eseguito in contemporanea.
La versione per PlayStation 4 è l'unica che offre la modalità JukeBox, che permette di sostituire le musiche del gioco con altre di proprio piacimento, provenienti da tutti i capitoli della serie: tuttavia, alcune musiche non sono selezionabili per motivi di copyright.
La versione PlayStation 4, inoltre, possiede una modalità per il PlayStation VR che permette di assistere ad un combattimento in realtà virtuale o di visualizzare i modelli 3D dei personaggi.

## Personaggi
Classici:
- Anna Williams (DLC)
- Alisa Bosconovitch
- Armor King II (DLC)
- Asuka Kazama
- Bob Richards
- Bryan Fury
- Craig Marduk (DLC)
- Devil Jin
- Eddy Gordo
- Lili Rochefort
- Eliza (DLC)
- Feng Wei
- Ganryu (DLC)
- Heihachi Mishima
- Hwoarang
- Jin Kazama
- Julia Chang (DLC)
- Kazuya Mishima
- King II
- Kuma II
- Kunimitsu II (DLC)
- Lars Alexandersson
- Lee Chaolan
- Violet (Palette Swap)
- Lei Wulong (DLC)
- Leo Kliesen
- Ling Xiaoyu
- Marshall Law
- Michelle Chang (DLC)
- Miguel Caballero Rojo
- Nina Williams
- Panda
- Paul Phoenix
- Sergei Dragunov
- Steve Fox
- Yoshimitsu
- Zafina (DLC)

Nuovi:
- Claudio Serafino
- Fahkumram (DLC)
- Gigas
- Jack-7
- Josie Rizal
- Katarina Alves
- Kazumi Mishima
- Leroy Smith (DLC)
- Lidia Sobieska (DLC)
- Lucky Chloe
- Master Raven
- Shaheen

Ospiti:
- Akuma (Street Fighter)
- Geese Howard (Fatal Fury: King of Fighters) (DLC)
- Noctis Lucis Caelum (Final Fantasy XV) (DLC)
- Negan (The Walking Dead) (DLC)

## Accoglienza
| Testata                        | Versione      | Giudizio |
| ------------------------------ | ------------- | -------- |
| Metacritic (media al 08/03/22) | Xbox One      | 81/100   |
| Metacritic (media al 08/03/22) | PlayStation 4 | 82/100   |
| Metacritic (media al 08/03/22) | PC            | 82/100   |
| OpenCritic (media al 08/03/22) | varie         | 82/100   |
| Attack of the Fanboy           | PlayStation 4 |          |
| IGN                            | PlayStation 4 | 9.5/10   |
| Mondo Xbox                     | Xbox One      | 8.5/10   |
| Multiplayer.it                 | PC            | 8.8/10   |